# The Soulful Moods of Gene Ammons
The Soulful Moods of Gene Ammons è un album di Gene Ammons, pubblicato dalla Moodsville Records nel 1963. I brani furono registrati il 14 aprile 1962 al Van Gelder Studio di Englewood Cliffs, New Jersey(Stati Uniti).

## Tracce
Lato A
1. Two Different Worlds – 4:58 (Al Frisch, Bernie Wayne)
2. But Beautiful – 4:32 (Johnny Burke, James Van Heusen)
3. Skylark – 6:24 (Hoagy Carmichael, Johnny Mercer)
4. Three Little Words – 3:53 (Bert Kalmer, Harry Ruby)

Lato B
1. On the Street of Dreams – 3:13 (Sam M. Lewis, Victor Young)
2. You'd Be so Nice to Come Home To – 4:21 (Cole Porter)
3. Under a Blanket of Blue – 5:17 (Jerry Livingston, Al J. Neiburg, Marty Symes)
4. I'm Glad There's You – 6:06 (Jimmy Dorsey, Paul Mertz)

## Musicisti
- Gene Ammons - sassofono tenore
- Patti Bown - pianoforte
- George Duvivier - contrabbasso
- Ed Shaughnessy - batteria